# エルンスト・ルートヴィヒ (ヘッセン大公)

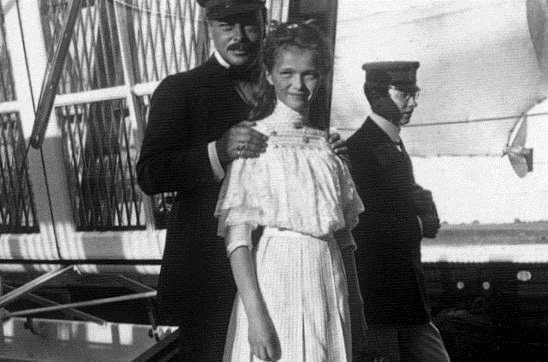
1909年頃にロシア皇室ヨット『スタンダルト』号にて姪のオリガと

エルンスト・ルートヴィヒ（Ernst Ludwig, 1868年11月25日 - 1937年10月9日）は、ヘッセン大公国の第5代大公（在位：1892年 - 1918年）。

## 生涯
ヘッセン大公ルートヴィヒ4世とその妃でイギリス女王ヴィクトリアの娘であるアリスの間の長男（第4子）として、ダルムシュタットで生まれた。妹の一人はロシア皇帝ニコライ2世の皇后アリックス（アレクサンドラ・フョードロヴナ）である。

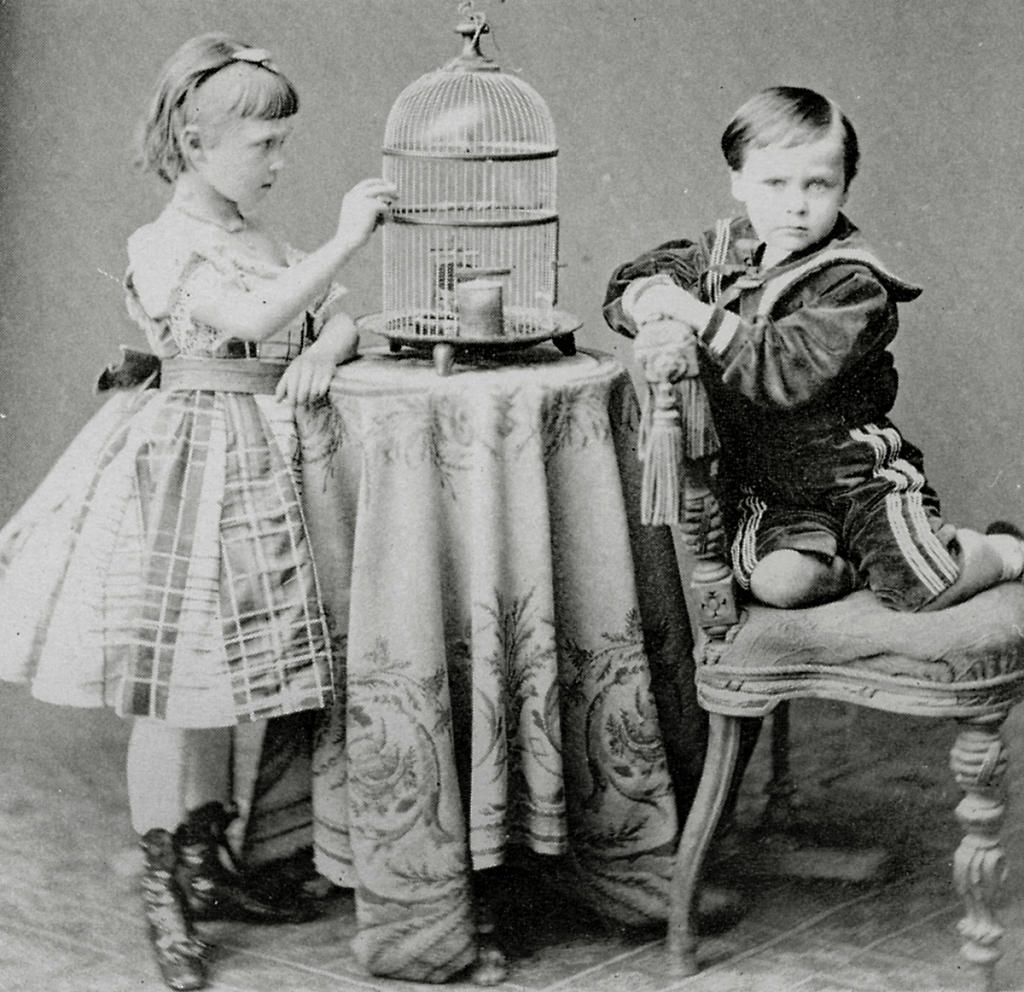
1873年、姉ヴィクトリアとエルンスト

エルンストの幼年時代には、親族の死が続いた。彼が5歳の時、一緒に母アリスの寝室で遊んでいた2歳の弟フリードリヒが、窓から6メートル下へ誤って落ちた。最初は打撲だけで済んだかと思われたが、彼は遺伝性の血友病患者であったうえ、脳内出血でその日のうちに死亡した。彼は深い悲しみに沈み、「僕が死んだら、みんな一緒に僕と死んでよ。なんでみんなで一緒に死ねないの? フリードリヒみたいに、僕はひとりぼっちで死にたくないよ」と、乳母に言ったという。母アリスには、「天国で神様にお願いするんだ、またフリードリヒに会わせてくださいって」と言ったという。幼い弟の墓は、やがて一家の巡礼地となり、そのことがますます彼にとって一人で死ぬことの強迫観念となっていった。
1878年、ダルムシュタットをジフテリアの大流行が襲った。親族と過ごすため宮殿にいなかったエリーザベトを除く子供たち全員と大公が感染した。アリス大公妃は家族を看病し続けたが、11月15日に末妹マリーが死んだ。アリスは、マリーを可愛がっていたエルンストにそのことを知らせまいとしたが、エルンストは姉にマリーの死を知らされ、病床で泣き伏した。母は彼を慰めようとしたが、彼女自身が感染し、12月4日に急逝した。母の死は、彼にとって生涯の重荷となった。
1892年にエルンスト・ルートヴィヒは大公位を継ぎ、1894年4月19日にザクセン＝コーブルク＝ゴータ公アルフレートの娘で母方の従妹にあたるヴィクトリア・メリタと、共通の祖母ヴィクトリア女王の祝福を受けて結婚した。2人には、エリーザベト大公女が生まれるが、結婚生活は不幸なものとなった。2人は次第に疎遠になり、ヴィクトリアは夫が同性愛者であることに苦しんだ。「馬小屋の手伝いから厨房の手伝いまで、片っ端から若い男を寝室に連れ込んでいた」と、のちに彼女は暴露している。大公夫妻は、1901年12月21日に離婚した。一人娘エリーザベトは、1903年に腸チフスで急死した。
世継ぎをもうけなければならないエルンスト・ルートヴィヒは、1905年2月2日にゾルムス＝ホーエンゾルムス＝リッヒ侯ヘルマンの娘エレオノーレと再婚し、ゲオルク・ドナトゥスとルートヴィヒの2人の息子が生まれた。
エルンスト・ルートヴィヒは、生涯を通じて芸術の後援者だった。自身が詩人、劇作家、エッセイストでもあった。1899年に「マチルダの丘」に芸術家コロニーを創設してユーゲントシュティール運動を応援した。
第一次世界大戦にはドイツ軍の一員となって戦い、1918年のドイツ帝国の瓦解とともに、大公国も消滅した。
1927年には私立探偵を雇って、姪でボリシェヴィキに殺害されたアナスタシアだと名乗ったアンナ・アンダーソンの正体がポーランド人フランツィスカ・シャンツコフスカであると発表した（この主張は、彼女の死後のDNA鑑定により事実だと立証された）。
1937年10月9日、エルンスト・ルートヴィヒはランゲン（現在のヘッセン州オッフェンバッハ郡）で死去した。君主の地位を失って20年近くがたっていたが、エルンストのために州をあげての葬儀がおこなわれた。
エルンスト・ルートヴィヒの死から間もない1937年11月16日、ロンドンで予定されていた次男ルートヴィヒの結婚式に出席するため、大公妃エレオノーレ、長男ゲオルクの一家を乗せてダルムシュタットを出発した飛行機が、ベルギーで墜落した。乗員・乗客は全員死亡した。幼いため結婚式に欠席していた孫娘ヨハンナだけが生き残り、ルートヴィヒ夫妻に引き取られた。しかし事故から18ヶ月後、ヨハンナも病死した。

## 子女
最初の妻ヴィクトリア・メリタとの間には娘を1人もうけた。
- エリーザベト（1895年3月11日 - 1903年11月16日）

2番目の妻エレオノーレとの間には息子を2人もうけた。
- ゲオルク・ドナトゥス（1906年 - 1937年）
- ルートヴィヒ（1908年 - 1968年）